# Nil Gimeno
Pour les articles homonymes, voir Gimeno.
Gimeno  Ferrer est un nom espagnol. Le premier nom de famille, en général paternel, est Gimeno ; le second, en général maternel, souvent omis, est Ferrer.
Nil Gimeno Ferrer, né le 21 avril 2004 à Valladolid, est un coureur cycliste espagnol.

## Biographie
Nil Gimeno est originaire de Valladolid, en Castille-et-León. Il commence la compétition cycliste sur le tard. Chez les juniors, il se classe troisième de la Vuelta al Besaya en 2022. Il intègre ensuite le club Gomur-Cantabria Infinita en 2023,. Pour ses débuts espoirs, il se fait notamment remarquer sur le Tour de Castellón en terminant troisième d'une étape et septième du classement général. 
En 2024, il intègre la réserve de l'équipe Kern Pharma. Bon grimpeur, il réalise sa meilleure saison au niveau amateur en obtenant quatre victoires et diverses places d'honneur. Il termine également sixième de la dernière étape de la Ronde de l'Isard, ou encore huitième d'une étape du Tour de la Vallée d'Aoste. Grâce à ses performances, il signe un premier contrat professionnel de trois ans.

## Palmarès
- 2022
  - Circuit d'Escalante
  - 3e de la Vuelta al Besaya
- 2024
  - 2e et 4e étapes du Tour de Castille-et-León amateurs
  - Clásica Baranbio Garrastaxu
  - Andra Mari Sari Nagusia
  - 2e de l'Arratera Igoera
  - 2e du Tour de Castille-et-León amateurs
  - 2e de la Leintz Bailarari Itzulia
  - 3e du Xanisteban Saria
  - 3e du Tour de Navarre